# أسو (كوماموتو)
مدينة أسو (بالإنجليزية: Aso) هي أحد المدن التابعة لمحافظة كوماموتو. تأسست رسميًا في 11/02/2005. ويقدر عدد سكانها بـ 29149 نسمة حسب تقدير مكتب الإحصاء الياباني لعام 2012. تبلغ مساحة أسو 376.25 كم2. بكثافة سكانية تبلغ 77.5 نسمة/كم2.